# جی‌جی گورجس
جی‌جی گورجس (به انگلیسی: Gigi Gorgeous) یا جیزل لورن لازاراتو (به انگلیسی: Giselle Loren Lazzarato) (زاده ۲۰ آوریل ۱۹۹۲) مدل کانادایی است.
او یک زن ترنس است.
او در سال ۲۰۱۳ عمل‌های الکترولوژی، تراشیدن سیب گلو، درمان هورمونی، جراحی تطبیق و بازتایید جنسیت، مؤنث‌سازی چهره، جراحی ترمیمی بینی، درون‌کاشت پستان انجام داد.